# أحمد سالم اليافعي
أحمد بن سالم السقطري اليافعي هو إعلامي قطري منذ 10 مايو 2018 مدير عام قناة الجزيرة خلفاً لياسر أبو هلالة.

أحمد سالم السقطري اليافعي صحفي قطري يعمل في قناة الجزيرة. ويشغل منذ العاشر من مايو 2018 مدير عام الجزيرة بعد استقالة المدير للقناة السابق ياسر أبو هلالة ، عمل قبل ذلك نائبا لمدير قناة الجزيرة بين عامي 2014-2018، وشغل منصب نائب مدير قناة الجزيرة مباشر، وأشرف على إطلاق مشروع قناة الجزيرة مباشر مصر عام 2012.

## النشأة والمراحل الدراسية
ولد أحمد بن سالم اليافعي، في مدينة الريان بدولة قطر في 29 يونيو 1982، حيث نشأ ودرس في مدارسها قبل أن يلتحق بجامعة قطر، ويحصل على شهادة البكالوريوس في تخصص الصحافة والإعلام عام 2005، وليحوز بعدها درجة الماجستير في الإدارة التنفيذية من جامعة بليموث بالمملكة المتحدة صيف 2017.

## الحياة الإعلامية
قاد أحمد اليافعي والفريق الإخباري معه عدة تغطيات إخبارية بارزة مثلت علامة فارقة في تاريخ المنطقة وشكلت رأيا عاما عالميا، على غرار الأزمة الخليجية 2017، ومقتل خاشقجي 2018، وجائحة كورونا 2019، والحرب الإسرائيلية على غزة 2021، وعودة طالبان لحكم أفغانستان 2021، وغيرها من الأحداث، وتمكن مع فريقه من الظفر بأكثر من 70 جائزة لمهرجانات دولية اعترافا بتميز وجودة المحتوى المقدم لجمهور الجزيرة.
كان أحمد اليافعي قد انخرط في الوسط الإعلامي عقب تخرجه من جامعة قطر، حيث التحق بقناة الجزيرة صيف 2005، للعمل منتجا مساعدا في غرفة التحكم بغرفة الأخبار التي كان لها دور كبير في صقل قدرته على تحمّل المسؤولية في إنتاج النشرات الإخبارية بمراحلها المختلفة، ولاحقا قاد تخطيط وتنفيذ مشروع الشكل الجديد والجدولة البرامجية والإخبارية الجديدة في قنوات الجزيرة ونظام الإنتاج الاخباري الجديد.
وقاد اليافعي التحول الرقمي في خط سير عمليات الأخبار لخدمة مجالات العمل الرئيسية للمحطة، وتطورت فيما بعد لتصبح غرفة الأخبار الرقمية التي استطاعت توظيف محتوى وسائل التواصل الاجتماعي في سياق المحتوى الإخباري المقدّم ليستهدف فئات جديدة من الجمهور، أكثر شبابا وأحرص على التفاعل، فبلغ مجموع المشاهدات والتفاعل – على سبيل المثال- لعامي 2020 و2021، نحو 11 مليار مشاهدة على أربع منصات فقط، ما جعلها من القنوات الرائدة في إنجاز  التحول الرقمي للعملية الإخبارية على مختلف المنصات، والعلامات التجارية في عالم الأخبار ذات الأرقام الأعلى على مستوى المنطقة.
وفي عام 2021، أشرف والفريق المختص معه على إطلاق مشروع غرفة الأخبار الجديدة والنوعية في عالم الأخبار، حيث تستوحي آلية عملها التحريرية والتوزيعية بنمط المنصات الجديدة، فكان للجزيرة قصب الريادة في هذا المسار.